# سفارة إسرائيل في بولندا
سفارة إسرائيل في بولندا هي أرفع تمثيل دبلوماسي لدولة إسرائيل لدى بولندا. تقع السفارة في وارسو وهي تهدف لتعزيز المصالح الإسرائيلية في بولندا.

## وصلات خارجية
- الموقع الرسمي
- قائمة سفارات إسرائيل
- قائمة السفارات في بولندا